# 狂ったハート
「狂ったハート」（英語: Little Bit O' Soul, Little Bit Of Soul）は、1964年制作のイギリスの楽曲。

## 概要
1964年、イギリスのシンガーソングライター、ジョン・カーターとケン・ルイスによって作詞・作曲された楽曲である。本作は元々イギリス・コヴェントリーのバンド、ザ・リトル・ダーリンによって録音され、1965年にフォンタナ・レコードから発売されたが、アメリカのガレージバンド、ザ・ミュージック・エクスプロージョンのカバーによってアメリカ国内で人気を博し、1967年にはレコード・ワールドトップ100・ポップ・チャートで第1位を獲得し、ビルボード誌ホット・100では第2位を獲得した。このシングルは100万枚の売り上げを記録したことにより、全米レコード協会（RIAA）によってゴールド・レコードに認定された。ザ・ミュージック・エクスプロージョンのカバーは、バートン・ブッチ・スタールによるその特徴的なエレキ・ベースのリフによって有名である。本作はシングルとして発売され、その後同名のアルバムに収録された。

## その他のカバー
- 槇みちる - シングル「シュガータウンは恋の街」B面曲。規格品番：SPV-79。
  - 日本語詞：橋本淳、編曲：筒美京平（1967年7月25日）
- ラモーンズ - 『サブタレイニアン・ジャングル（英語版、ドイツ語版）』（1983年2月23日）
- アイアン・クロス（Iron Cross）
- ツー・ライヴ・クルー - 本作のメロディをサンプリング。
- トム・ペティ -『パック・アップ・ザ・プランテーション:ライヴ!（英語版）』（1986年1月）[4]

## 備考
JASRACに於いては2018年現在、外国作品／出典：PJ (サブ出版者作品届)   ／作品コード：0L1-8435-8 LITTLE BIT O SOUL として登録。「アーティスト」としてラモーンズ、アイアン・クロスが登録されている。
著作者はCARTER LEWIS (GB 1)、CARTER LEWIS (GB 2) “作詞作曲”とされており、ジョン・カーター（JOHN CARTER）とケン・ルイス（KEN LEWIS）の名義が折衷状態となっている。訳詞としてはVINCENT FOWLEY KIMが登録されている。
本作の出版者は、CARTER LEWIS MUSIC PUBLISHING CO LTDとSOUTHERN MUSIC PUBL CO INC。日本におけるサブ出版はピアーミュージックである。